# Glyptopetalum rhytidophyllum
Glyptopetalum rhytidophyllum là một loài thực vật có hoa trong họ Dây gối. Loài này được (Chun & F.C.How) C.Y.Cheng mô tả khoa học đầu tiên năm 1999.